# Ismail Tipi

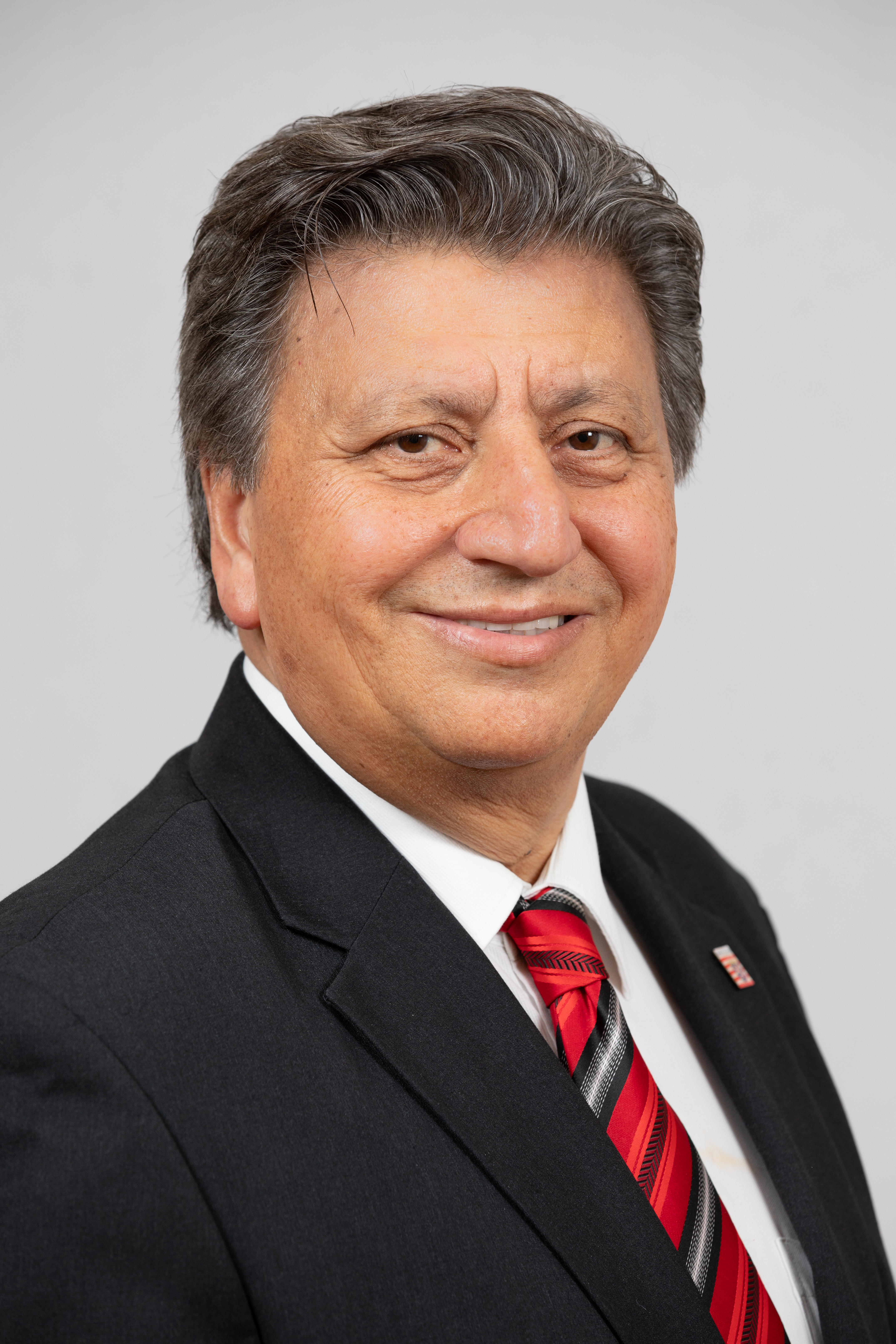
Ismail Tipi, 2019

Ismail Tipi (* 3. Januar 1959 in Izmir, Türkei; † 3. Februar 2023 in Offenbach am Main) war ein deutscher Politiker (CDU). Er war von 2010 bis zu seinem Tod Abgeordneter des Hessischen Landtags.

## Beruf und Privates
Ab 1972 lebte Ismail Tipi in Deutschland, 1995 erhielt er die deutsche Staatsbürgerschaft. Er arbeitete als Journalist für türkische und deutsche Medien, unter anderem für die türkischsprachige Hürriyet als stellvertretender Redaktionsleiter Europa, für Star TV und für die Offenbach-Post.
Tipi war verheiratet und hatte eine Tochter. Er starb am 3. Februar 2023 im Alter von 64 Jahren infolge einer schweren Krankheit.

## Politik
Tipi war ab 1999 Mitglied der CDU und für diese von 2006 bis zu seinem Tod Stadtverordneter in Heusenstamm und ab 2007 Kreistagsabgeordneter im Landkreis Offenbach. Bei der Landtagswahl in Hessen 2009 kandidierte er auf Platz 67 der Landesliste und als Ersatzkandidat im Wahlkreis Offenbach Land II. Nach dem Ausscheiden von Volker Hoff aus dem Landtag rückte er am 9. Februar 2010 als Ersatzkandidat des Wahlkreises Offenbach Land II in den Landtag nach. Er war damit der erste türkeistämmige Landtagsabgeordnete der CDU Hessen. Tipi gewann bei der Landtagswahl in Hessen 2013 das Direktmandat im Wahlkreis Offenbach Land II mit 46,1 % der Stimmen. Dieses Mandat konnte er bei der Landtagswahl 2018 mit 34,1 % der Erststimmen verteidigen. Nach seinem Tod rückte sein Ersatzkandidat Marvin Flatten für ihn in den Landtag nach.
Tipi nannte innere Sicherheit, religiösen Extremismus, Einwanderungsfragen und Integrationspolitik als seine Schwerpunkte. Im Kampf gegen religiösen Extremismus, hier vor allem dem Salafismus, hatte er sich bundesweit einen Namen gemacht. Sein politisches Engagement gegen radikale Salafisten führte zu Morddrohungen gegen ihn. Für besonders bedrohlich hielt er die zunehmenden Anwerbungsversuche radikaler Salafisten an Schulen in Deutschland.
Für die CDU-Fraktion Hessen arbeitete er im Ausschuss für Europa (EUA), im Ausschuss Soziales und Integration (SIA), im Ältestenrat sowie im Hauptausschuss (HAA). Darüber hinaus war er integrationspolitischer Sprecher der CDU-Fraktion in Hessen und Vorsitzender des Landesfachausschusses „Integration und Migration“ der CDU in Hessen und Mitglied der Enquete-Kommission Kein Kind zurücklassen – Rahmenbedingungen, Chancen und Zukunft schulischer Bildung in Hessen (EKB).
Tipi bekannte sich zum Islam, wuchs aber nach eigenen Angaben laizistisch in einer klaren Trennung von Gottes- und Staatsangelegenheiten auf. Er engagierte sich gegen Salafismus und eine islamische Paralleljustiz in Deutschland. Letzteres bedeutet, dass Gerichtsurteile nicht von staatlich legitimierten Richtern, sondern sogenannten islamischen Friedensrichtern gefällt werden. Derartige Entwicklungen stellten nach seiner Meinung das staatliche Gewaltmonopol in Frage und behinderten eine erfolgreiche Integration in Deutschland. Daher forderte er ein entschiedenes Vorgehen gegen islamischen Extremismus, unter anderem verlangte Tipi „ein Kopftuchverbot bei Minderjährigen in Kitas und Schulen“ sowie die Bekämpfung der Diskriminierung von Nicht-Muslimen sowie des Antisemitismus in den Schulen, ebenso wie ein Betätigungsverbot für Salafisten und ein Verbot der Paralleljustiz.
Im Jahr 2019 kritisierte er, dass „bis zu 520.000 illegale Einwanderer im Chaos der Flüchtlingskrise innerhalb Deutschlands einfach untergetaucht“ seien und dies für einen „Rechtsstaat, der Wert auf die Sicherheit seiner Bürger“ legt, nicht hinnehmbar sei, zumal viele der Untergetauchten über kriminelle Energie verfügten.

## Sonstige Ämter
Tipi war ehrenamtlicher Richter beim hessischen Verwaltungsgerichtshof in Kassel. Zuletzt war er Schöffe am Amtsgericht Offenbach am Main, Integrationsbeauftragter des TSV Heusenstamm, Vorsitzender des Freundeskreises Hessen-Taiwan e.V. und Mitglied bei zahlreichen Vereinen.